# Jerichow (film)
Jerichow  è un film del 2008 diretto da Christian Petzold.